# Lantana montevidensis
Lantana montevidensis är en verbenaväxtart som först beskrevs av Spreng., och fick sitt nu gällande namn av John Isaac Briquet. Lantana montevidensis ingår i släktet eldkronor, och familjen verbenaväxter. Inga underarter finns listade i Catalogue of Life.